# Лу Ю
Лу Ю (*13 листопада 1125 — †26 січня 1210) — державний діяч, визначний поет часів династії Південна Сун.

## Життєпис
Походив із родині чиновників Лу. Час, коли він народився на країну напали чжурчжені, які захопили столицю імперії Сун — Кайфен. Тому Лу Ю народився під час втечі на південь у човні на річці Вей. Отримав гарну освіту. З 12 років вже почав складати перші вірші. У 1144 році спробував скласти державний іспит, проте невдало. У 1145 році вперше одружився з двоюрідною сестрою Тан Ван, але батьки мріяли породичатися з більш впливовою родиною, тому Лу Ю у 1152 розлучився й пошлюбив дівчину з могутнього роду Ван. Виховувався у прагнення відновити територію Сун, відвоювавши північні землі у чжурдженів. У 1154 році блискуче склав державний іспит. Однак, просуванню кар'єрною сходинкою завадив впливовий аристократ Цін Сун. Лише після смерті останнього, Лу Ю зміг розпочати працювати у державних органах. Втім його спроби запропонувати реформи в армію стикнулися з протидією канцлера Цинь Гуя. Втім у 1163 році Лу Ю отримав підтримку імператора Сяо-цзуна, отримавши найвищий сан цзіньши. У 1170 році Лу Ю вступив у загін сичуанського сюаньтоші (командувача прикордонними військами) Ван Яня і знову воював проти чжурчженей. Згодом служив в Сичуані цивільним чиновником, в 1178 році був викликаний в південносунську столицю Лін'ань (сучасне м. Ханчжоу в провінції Чжецзян) і отримав призначення на офіційну посаду, служив у різних місцях країни, активно виступав за організацію відсічі чжурчженям і звільнення півночі. У 1181 році внаслідок незгоди з офіційною угодовської політикою по зовнішній загрозі, подав у відставку і повернувся в рідні краї в Шаньінь. Тут він і помер 26 січня 1210 року, займаючись літературними вправами.

## Творчість
Почавши прихильником цзянсійскої школи, він під впливом творчості Яна Ваньлі прийшов до думки, що справжнє джерело поезії — в дійсності. Працював у жанрах ши та ци. За різними відомостями у доробку Лу Ю є від 11 до 9 тисяч віршів (це було викликано тим, що частину своїх віршів знищив у віці 46 років), які складають 7 збірок. Найбільш відомими є «Колекція Вейнань» та «Вірші Ціаньнань». Відомою є також поема «До мого сина», вірші «Фенікс» та «Сад Шень». До самої смерті Лу Ю не розлучався з мрією побачити об'єднання країни і знову писав про це в передсмертному вірші «Наказ синам». Лу Ю залишив чимало чудових творів про природу, про село, про дружбу, про жіночу долю, але вірші про батьківщину залишаються його головним і найціннішим внеском у китайську поезію.